# Ryszard Grucza
Ryszard Grucza (ur. 11 marca 1946 w Nakle nad Notecią, zm. 24 stycznia 2015) – polski profesor, biolog i specjalista fizjologii sportu.

## Życiorys
W latach 1971–2002 związany z Polską Akademią Nauk. W okresie 1991–2008 dyrektor Instytutu Sportu w Warszawie. Od 2000 do swojej śmierci kierownik Katedry i Zakładu Fizjologii Wysiłku Fizycznego na Wydziale Nauk o Zdrowiu Uniwersytetu Mikołaja Kopernika. Tytuł profesora uzyskał w 2002.
Współtworzył system antydopingowy w Polsce.
W latach 2002–2004 szef Grupy Monitorującej Konwencję Antydopingową przy Radzie Europy, 1993–2004 członek Komisji do Zwalczania Dopingu w Sporcie. Obserwator Światowej Agencji Antydopingowej podczas Zimowych Igrzysk Olimpijskich w Salt Lake City.
Wieloletni redaktor naczelny czasopisma naukowego "Biology of Sport".